# Javairô Dilrosun
Javairô Dilrosun (Amszterdam, 1998. június 22. –) holland labdarúgó. Jelenleg a német Hertha játékosa.

## Pályafutása

### Kezdeti évek
Dilrosun 1998. június 22-én született Amszterdamban. 2006-ban, 8 éves korában lett a Ajax utánpótláscsapatának játékosa. A piros-fehér alakulatnál eltöltött évei meghívót kapott a holland utánpótlásválogatottakba. 2014-ben az angol Manchester City igazolta le. 2016-ban a City U23-as csapatához került. Itt 25 bajnoki mérkőzésen 1 gólt szerzett, míg az UEFA Ifjúsági Ligában 8 meccsen egyszer talált be. A felnőtt csapatnál azonban nem lépett pályára.

### Hertha
2018 nyarán a Dárdai Pál által irányított Hertha BSC igazolta le, és 2022-ig szóló szerződést írt alá. A német klub, az Atalanta elleni felkészülési mérkőzésen gólt szerzett. A Schalke 04 elleni mérkőzésen 6 perc után állt be a lesérült Karim Rekik helyett. Ezen a mérkőzésen a 15. percben gólpasszt adott a lengyel Ondrej Dudának. 2018 november 19-én a Hollandia–Németország Nemzetek Ligája mérkőzésen a 45. percben állt be, majd a 66. percben megsérült.

## Magánélete
Holland-Surinamei származású.

## Statisztika
2018. szeptember 26. szerint 
| Klub                | Szezon              | Bajnokság | Bajnokság | Kupa  | Kupa | Nemzetközi | Nemzetközi | Összesen | Összesen |
| Klub                | Szezon              | Mérk.     | Gól       | Mérk. | Gól  | Mérk.      | Gól        | Mérk.    | Gól      |
| ------------------- | ------------------- | --------- | --------- | ----- | ---- | ---------- | ---------- | -------- | -------- |
| Manchester City U23 | 2016–17             | 13        | 1         | 0     | 0    | 0          | 0          | 13       | 1        |
| Manchester City U23 | 2017–18             | 12        | 0         | 2     | 0    | 5          | 1          | 19       | 1        |
| Manchester City U23 | Manchester City U23 | 25        | 1         | 2     | 0    | 5          | 1          | 32       | 2        |
| Hertha BSC          | 2018–19             | 4         | 2         | 0     | 0    | 0          | 0          | 4        | 2        |
| Hertha BSC          | Hertha BSC          | 4         | 2         | 0     | 0    | 0          | 0          | 4        | 2        |
| Karrier összesen    | Karrier összesen    | 29        | 3         | 2     | 0    | 5          | 1          | 36       | 4        |